# Polyether ether keton
Polyether ether ketone (PEEK) là một polyme nhựa nhiệt dẻo hữu cơ không màu trong họ polyaryletherketone (PAEK), được sử dụng trong các ứng dụng kỹ thuật. Ban đầu nó được giới thiệu bởi Victrex PLC, sau đó là Imperial Chemical Industries (ICI) vào đầu những năm 1980.

## Tổng hợp
PEEK thu được bằng cách trùng hợp tăng trưởng theo bước bằng cách quay số các muối bisphenolat. Điển hình là phản ứng của 4,4'-difluorobenzophenone với muối disodium của hydroquinone, được tạo ra tại chỗ bằng khử proton với natri cacbonat. Phản ứng được tiến hành khoảng 300 °C trong dung môi  aprotic có cực - chẳng hạn như diphenyl sulphone.

## Tính chất
PEEK là một nhựa nhiệt dẻo bán tinh thể với các tính chất kháng hóa chất và cơ học tuyệt vời ở nhiệt độ cao. Các điều kiện xử lý được sử dụng để đúc PEEK có thể ảnh hưởng đến độ kết tinh và do đó ảnh hưởng đến tính chất cơ học. Mô đun Young của nó là 3,6 GPa và độ bền kéo là 90 đến 100 MPa. PEEK có nhiệt độ chuyển tiếp thủy tinh khoảng 143 °C (289 °F) và tan chảy khoảng 343 °C (662 °F). Một số lớp có nhiệt độ hoạt động hữu ích lên đến 250 °C (482 °F). Độ dẫn nhiệt tăng gần như tuyến tính với nhiệt độ giữa nhiệt độ phòng và nhiệt độ đường rắn. Nó có khả năng chống phân hủy nhiệt, cũng như tấn công bởi cả môi trường hữu cơ và nước. Nó bị tấn công bởi các halogen và các axit Brønsted và Lewis mạnh, cũng như một số hợp chất halogen hóa và các hydrocarbon béo ở nhiệt độ cao. Nó hòa tan trong axit sunfuric đậm đặc ở nhiệt độ phòng, mặc dù việc hòa tan có thể mất rất nhiều thời gian trừ khi polyme ở dạng có tỷ lệ diện tích bề mặt lớn đến khối lượng, chẳng hạn như bột mịn hoặc màng mỏng. Nó có sức đề kháng cao để phân hủy sinh học.

## Ứng dụng
Do độ bền của nó, PEEK được sử dụng để chế tạo các vật phẩm được sử dụng trong các ứng dụng đòi hỏi, bao gồm vòng bi, các bộ phận piston, máy bơm, cột sắc kí lỏng hiệu năng cao, van tấm nén và cách điện cáp. Nó là một trong số ít các loại nhựa tương thích với các ứng dụng chân không siêu cao. PEEK được coi là một vật liệu sinh học tiên tiến được sử dụng trong cấy ghép y tế, ví dụ, sử dụng với một hình ảnh cộng hưởng từ độ phân giải cao (MRI), để tạo ra một hộp sọ thay thế một phần trong các ứng dụng phẫu thuật thần kinh.
PEEK đang tìm cách sử dụng tăng lên trong các thiết bị tổng hợp cột sống và các thanh cốt thép. Nó được sử dụng rộng rãi trong ngành công nghiệp hàng không vũ trụ, ô tô và hóa chất. Vòng bịt kín và các ống phân phối PEEK thường được sử dụng trong các ứng dụng chất lỏng. PEEK cũng hoạt động tốt trong các ứng dụng có nhiệt độ cao liên tục (lên tới 500 °F / 260 °C).

## Tùy chọn xử lý
PEEK tan chảy ở nhiệt độ tương đối cao (343 °C / 649,4 °F) so với hầu hết các loại nhựa nhiệt dẻo khác. Trong phạm vi nhiệt độ nóng chảy của nó, nó có thể được xử lý bằng cách sử dụng phương pháp ép phun hoặc ép đùn. Đó là khả thi về mặt kỹ thuật để xử lý PEEK dạng hạt thành dạng sợi và các bộ phận in 3D từ vật liệu filament sử dụng mô hình lắng đọng hợp nhất - công nghệ FDM (hay chế tạo bằng sợi nóng chảy - FFF). Sợi PEEK đã được dùng để sản xuất thiết bị y tế lên đến lớp IIa. Với sợi mới này, có thể sử dụng phương pháp FFF cho các ứng dụng y tế khác nhau như răng giả.
Trong trạng thái rắn PEEK của nó là dễ dàng machinable, ví dụ, bởi máy phay (CNC)  và thường được sử dụng để sản xuất các bộ phận nhựa chất lượng cao có thể chịu được nhiệt, cách điện và cách nhiệt. Các lớp đầy PEEK cũng có thể được gia công CNC, nhưng cần phải chú ý đặc biệt để kiểm soát thích hợp ứng suất trong vật liệu.
PEEK được coi là một polymer hiệu suất cao, có nghĩa là, giá cao của nó hạn chế sử dụng nó cho các ứng dụng đòi hỏi khắt khe nhất.

## PEEK nhớ hình dạng trong các ứng dụng cơ sinh học
PEEK không phải là một polyme nhớ hình dạng truyền thống; tuy nhiên, những tiến bộ trong xử lý gần đây đã cho phép hành vi nhớ hình dạng trong PEEK với kích hoạt cơ học. Công nghệ này đã mở rộng đến các ứng dụng trong phẫu thuật chỉnh hình.